# Vomitorium

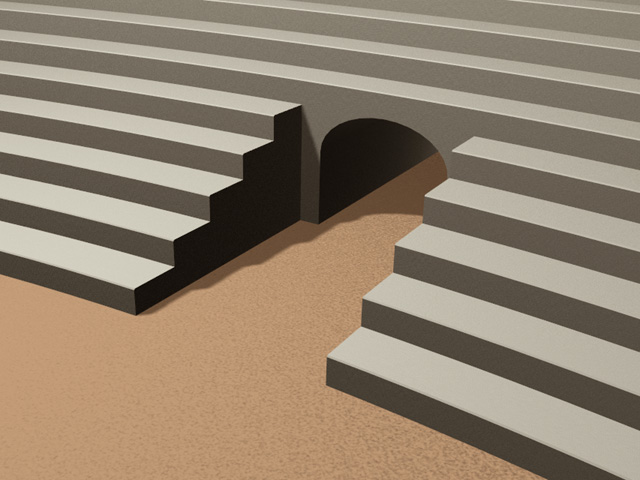
Een tekening van een vomitorium

Een vomitorium (meervoud vomitoria) is een in- of uitgang van een Romeins theater of amfitheater, waarlangs de bezoekers na de voorstelling het theater snel konden verlaten. De gang liep onder de zitplaatsen door.
Dergelijke gangen bestaan ook in moderne voetbalstadions en andere grote arena's.

## Etymologie
Het woord vomitorium is afkomstig van het werkwoord vomere, dat vertaald wordt als uitspuwen. Het vomitorium is dus een beeldende uitdrukking van het publiek dat gehaast en in grote stromen een groot theater uitkomt.
Vaak wordt de term verkeerd begrepen. Men denkt dan dat het iets met braken te maken heeft, omdat het woord lijkt op het Engelse "vomit" of het Franse "vomir". Het Latijnse woord voor braken is vomitare, waaruit niet het woord vomitorium kan worden gevormd. De verhalen gaan wel, bijvoorbeeld in het boek Satyricon, dat de Romeinen eetfestijnen hielden, en af en toe braakten om meer te kunnen eten, maar dat braken deden ze in elk geval niet in een vomitorium. Deze betekenis van het woord is gebruikt vanaf 1923. De eerste vermelding is in een boek van Aldous Huxley (Antic Hay, xviii).
Het woord vomitorium is overigens zeldzaam in de Latijnse literatuur en ontbreekt vaak in woordenboeken. Het komt bijvoorbeeld voor in het boek van Macrobius (Saturnalia, vi. iv).

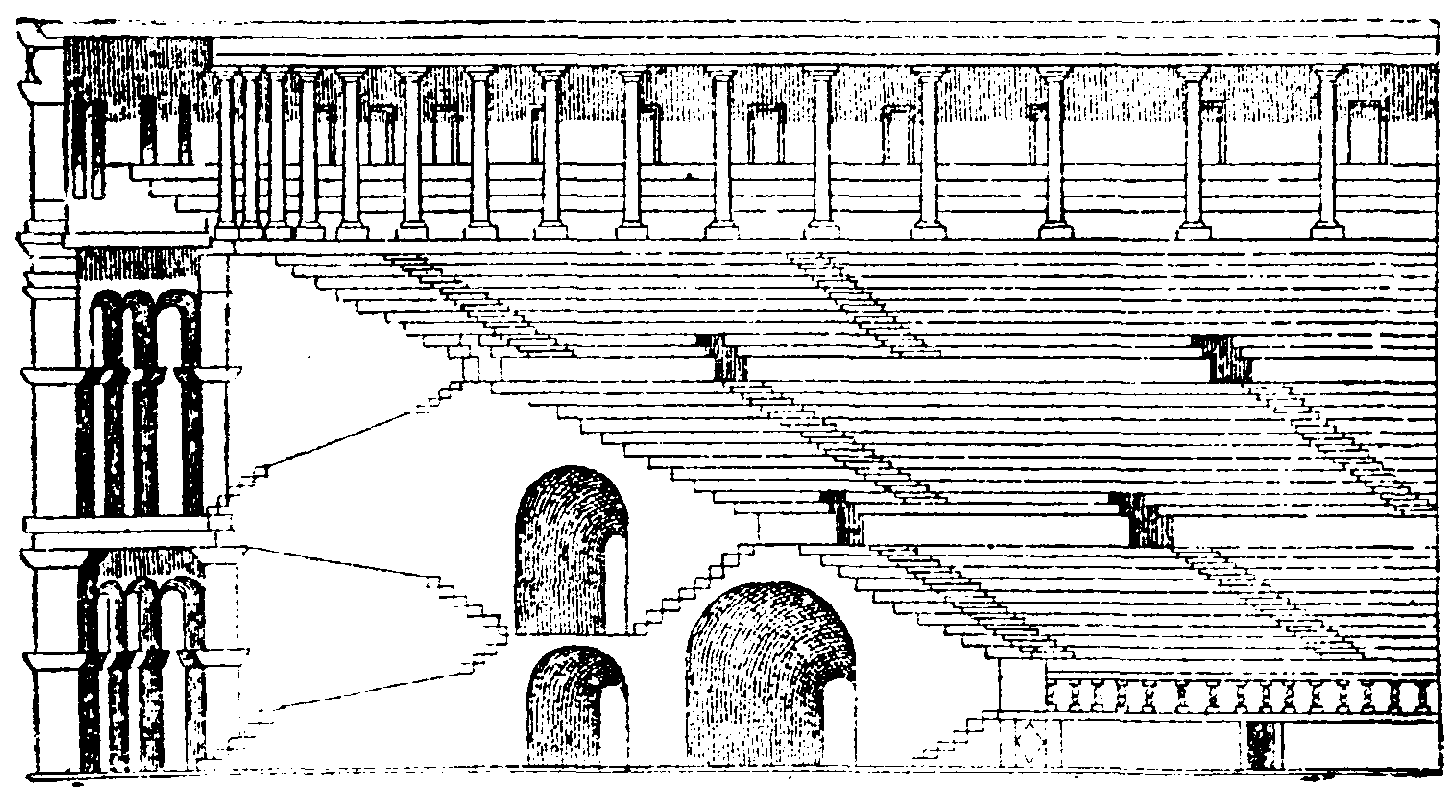
Doorsnede van een theater. Onderaan drie vomitoria